# Armadillidium tabacarui
Armadillidium tabacarui is een pissebed uit de familie Armadillidiidae. De wetenschappelijke naam van de soort is voor het eerst geldig gepubliceerd in 1994 door Gruia, Iavorschi & Sarbu.